# Os Dez Mandamentos (filme de 1956)
The Ten Commandments (bra/prt: Os Dez Mandamentos) é um filme norte-americano de 1956, dos gêneros drama, ação e aventura, dirigido por Cecil B. DeMille. É uma narrativa romanceada da vida de Moisés: desde que foi encontrado no rio Nilo até a chegada à chamada Terra Prometida, passando pela fuga do Egito e a abertura das águas do mar Vermelho. Na Bíblia Sagrada, existe o registro que Moisés foi conduzido ao monte, e apenas contemplou a terra prometida, morrendo logo em seguida e sendo sepultado pelo próprio Deus no respectivo monte.
Logo após concluir The Greatest Show on Earth de 1951, DeMille decidira que seu próximo filme seria o maior e mais grandioso filme já feito.[carece de fontes?] Mesmo tendo dirigido a versão original de Os Dez Mandamentos em 1923, não haveria comparação para a suntuosidade e extravagâncias planejadas para a refilmagem. Mais de 1.200 storyboards foram feitos na pré-produção,[carece de fontes?] o script tinha mais de 300 páginas,[carece de fontes?] algo inédito para a época e havia mais de 70 personagens (com falas) diferentes.[carece de fontes?]

## Elenco
- Charlton Heston .... Moisés
- Yul Brynner .... Ramessés 2.º
- Anne Baxter .... Nefretiri
- Edward G. Robinson .... Datã
- Yvonne De Carlo .... Séfora
- Debra Paget .... Lília
- John Derek .... Josué
- Cedric Hardwicke .... Seti
- Nina Foch .... Bithiah
- Martha Scott .... Yochabel
- Judith Anderson .... Memnet
- Vincent Price .... Baka
- John Carradine .... Aarão
- Olive Deering .... Miriã
- Douglass Dumbrille .... Jannes
- Richard Farnsworth .... condutor da biga
- Franklyn Farnum .... Oficial (não-creditado)
- Herbert Heyes .... Velho Conselheiro (não-creditado)
- Clint Walker - creditado como Jett Norman[3]

## Prêmios e indicações

### Prêmios
Oscar
- melhores efeitos visuais (John Fulton) - 1957[4]

 Fotogramas de Plata
- Melhor ator estrangeiro: Charlton Heston  - 1960[carece de fontes?]

 National Board of Review
- Melhor ator: Yul Brynner - 1956[carece de fontes?]

 National Film Preservation Board
- Registro de filme nacional: 1999[carece de fontes?]

### Indicações
Oscar
- melhor filme (Cecil B. DeMille) - 1957[4]
- melhor direção de arte - 1957[4]
- melhor fotografia - 1957[4]
- melhor figurino - 1957[4]
- melhor edição - 1957[4]
- melhor som - 1957[4]

 Golden Globe
- Melhor ator: Charlton Heston - 1957[5]